# Porphyrinia conistrota
Porphyrinia conistrota là một loài bướm đêm trong họ Noctuidae.